# Сплюшка сангезька
Сплюшка сангезька (Otus collari) — вид совоподібних птахів родини совових (Strigidae). Ендемік Індонезії.

## Опис
Довжина птаха становить 19-20 см. Верхня частина тіла коричнева, поцяткована темними смугами і жовтуватими плямами, пера на ній мають темні стрижні. На плечах світла смуга. Горло і нижня частина тіла світлі, поцятковані темними поперечними смугами, пера на нижній частині тіла мають темні стрижні. Лицевий диск світлий, між очима і дзьобом більш темний. На голові середнього розміру пір'яні "вуха", поцятковані тьмяно-жовтими плямами. Очі світло-жовті, дзьоб роговий, лапи оперені, пальці світло-сіро-коричневі, кігті світло-коричневі з темними кінчиками. Голос — крик «пюїт», який триває 0,7 секунди і повторюється через 0,3-11 секунд.

## Поширення і екологія
Сангезькі сплюшки є ендеміками острова Сангір, розташованого на північний схід від Сулавесі, в групі островів Сангіхе. Вони живуть у вологих тропічних лісах і чагарникових заростях, на плантаціях і в садах, на висоті до 315 м над рівнем моря. Живляться комахами.